# Червен
Черве́н (пол. Czerwień — произносится Че́рвень), от Червна́ — древнерусский город, крупнейший из Червенских городов и центр верхнего Побужья.
Город располагался на левом берегу реки Хучва (Гучва), притока Западного Буга, в южной части Забужья или Забужной Руси.

## Этимология
По мнению М. Тихомирова, название города Червен произошло от слова че́рвлень, означающего тёмно-красную ткань, или от слова черве́ц, означающее пурпурную или багряную краску, добываемую из червецо́в. В переносном смысле, по мнению того же М. Тихомирова, это могло означать красивый город, или город в красивой местности. А. Зализняк отмечает, что «очерви́ти» по-древнерусски означало «обагрить». Вероятно, Червен посредством Червенских городов дал название всей Червонной Руси (Галицкое княжество).

## Местонахождение
В научной литературе проблема локализации Червена была предметом многих гипотез. Первоначально летописный Червен ассоциировали с Червоноградом на Днестре, позже с Чернеювым около Холма. По результатам археологических исследований, которые проводились в 1950—1960-х годах польскими археологами, Червен был локализован около села Чермно, в Люблинском воеводстве.

## История
Существует две версии ранней истории Червена. По версии М. Тихомирова, он был основан в начале X века. Был завоеван поляками, и до 981 года находился под контролем Княжества западных полян. Согласно версии из Справочника по истории Украины, Червен был основан во второй половине X века, и до 981 года находился в зависимости от Польского королевства.
Впервые упомянут в Повести временных лет в 981 году, когда Владимир Святославич захватил его у поляков (в летописи название города появляется только в форме «Червенъ»).
В 1018 году, после смерти Владимира червенские города были возвращены Святополком Болеславу Храброму за помощь в возвращении Киева.
В 1031 году Ярослав Мудрый и Мстислав Храбрый получили червенские города от поляков в обмен на помощь в присоединении Мазовии.
В XII веке Червен был укреплённым городом, играющим большую роль в столкновениях русских и поляков. Входил в состав Волынского княжества. В ходе борьбы за власть в Галицко-Волынском княжестве по смерти Романа Мстиславича ненадолго присоединялся к Польше (Лешко Белый), но затем возвращён Даниилом Галицким. В 1236 году князь Василько Романович разбил под Червном польское войско Конрада Мазовецкого.
В 1240-х годах Червен был разорён монголами, после чего пришёл в упадок.
В последний раз упоминается в 1289 году.
Червенские города (в том числе и Червен) играли важную роль в торговле Древнерусского государства с Византией (через Венгрию), когда торговле по Чёрному морю препятствовали половцы.

## Археология
Городище Червена находится к востоку от села Чермно у слияния рек Синёхи и Гучвы. В целом поселение занимает площадь 700 × 300 м. Овальный (125 x 79 м) в плане детинец расположен на всхолмлении и окружён по периметру валом высотой около 5 м. Въезд находился с южной стороны. Рядом, на территории несколько приподнятой над окружающим болотом, находился окольный город, вокруг которого также прослеживаются следы вала. Общая укреплённая площадь Червена достигает 4 га. При исследованиях были обнаружены следы наземных и углублённых в землю жилищ, хозяйственных построек и т. п. Валы насыпаны из земли, без применения внутривальных деревянных конструкций. Среди находок есть шиферные пряслица, трубчатые замки, обломки стеклянных браслетов и перстней, каменные крестики-энколпионы, ажурные трёхбусинные височные кольца и прочее.